# 三上正裕
三上 正裕（みかみ まさひろ、1962年〈昭和37年〉 - ）は、日本の外交官。外務省国際法局長、駐カンボジア特命全権大使を経て、現職は、駐ベルギー特命全権大使、北大西洋条約機構日本政府代表部特命全権大使。

## 略歴
群馬県吾妻郡嬬恋村出身。神奈川県立厚木高等学校（1981年）、東京大学法学部（第2類）を卒業（1986年）し、1986年（昭和61年）外務省に入省。なお三上は、1981年の厚木高校33回卒業式で、在籍中の学業ならびに部活動等の双方において最も顕著な業績を修めた卒業生徒1名に対して贈られる、「茅誠司記念賞」を受賞した。また、三上は1989年に英国オックスフォード大学で、P.P.E.（政治・哲学・経済）を専攻して卒業している。
英国から帰国後、外務事務次官秘書官、中東アフリカ局中東第一課長、大臣官房報道課長を経て、2010年より2012年まで国際法局国際法課長。2012年8月から、在中華人民共和国日本国大使館に公使（広報文化センター長）として赴任。2014年9月に帰国後、欧州局兼アジア大洋州局兼南部アジア部参事官、2015年1月、国会担当参事官を歴任。
2017年1月、国際法局参事官から同局審議官に昇任。同年7月、国際法局長に就任。2019年7月、駐カンボジア特命全権大使。2022年10月、駐ベルギー特命全権大使、北大西洋条約機構日本政府代表部特命全権大使。
この間、母校の東京大学公共政策大学院（GraSPP）で、国際法実務演習を担当する非常勤講師を務めていた。

## 同期
- 石川浩司（22年シンガポール大使・20年官房長・19年南部アジア部長）
- 岩間公典（22年バングラデシュ大使・20年デュッセルドルフ総領事）
- 牛尾滋（22年南アフリカ大使・19年ポルトガル大使・18年アフリカ部長）
- 宇山智哉（21年WTO事務局長上級補佐官）
- 大鷹正人（24年タイ大使・20年ハンガリー大使・19年外務報道官）
- 片江学巳（23年ルーマニア大使・20年瀋陽総領事）
- 河原節子（22年デュッセルドルフ総領事・21年公務員研修所副所長・18年フランクフルト総領事）
- 木村徹也（22年東ティモール大使・20年国連日本政府代表部大使・17年ミュンヘン総領事）
- 四方敬之（24年マレーシア大使・21年内閣広報官・20年外務省経済局長）
- 進藤雄介（21年在デトロイト日本国総領事・18年パキスタン公使・15年軍縮会議公使）
- 鈴木量博（23年オーストラリア大使・20年トルコ大使・18年北米局長）
- 中村安志（09年中南米局南米課課長補佐）
- 久島直人（22年中曾根康弘世界平和研究所・20年国際平和協力本部事務局長）
- 淵上隆（14年ドミニカ共和国大使）
- 道井緑一郎（23年フィジー大使）
- 南博之（24年特命全権大使（国際テロ対策・組織犯罪対策協力担当）・20年コンゴ民主共和国大使）
- 山田重夫（23年駐米大使・21年外務審議官(政務担当)・19年総合外交政策局長）
- 吉田朋之（23年日本国際問題研究所所長・20年外務報道官・19年中南米局長・17年軍縮不拡散・科学部長）
- 若林啓史（16年東北大学教授）